# Bầu cử tổng thống Cộng hòa Séc 2023
Bầu cử tổng thống Cộng hòa Séc tổ chức tại Cộng hòa Séc vào ngày 13 – 14 tháng 1 (vòng 1) và ngày 27 – 28 tháng 1 (vòng 2). Tổng thống đương nhiệm Miloš Zeman không đủ tư cách tranh cử do giới hạn hai nhiệm kỳ (theo luật bầu cử). Petr Pavel đã giành chiến thắng vòng 2 trước Andrej Babiš, với 58,32% phiếu bầu để trở thành tổng thống đắc cử, dự kiến ông sẽ nhậm chức vào ngày 9 tháng 3, thay thế tổng thống Miloš Zeman.

## Bối cảnh

### Cuộc khảo sát trước bầu cử
Vào tháng 9 và tháng 10 năm 2022, Petr Pavel, Andrej Babiš, Danuše Nerudová, Pavel Fischer, Marek Hilšer và Josef Středula đã giành được với tỷ lệ hơn 5% trong các cuộc khảo sát khác nhau.
Trong tháng 11 và tháng 12 năm 2022, theo các cuộc khảo sát, tỷ lệ thắng cử của Andrej Babiš, Petr Pavel và  Danuš Nerudová sẽ đạt khoảng 25% phiếu bầu (khả năng có thể đạt được lên tới 28-30%), trong khi các ứng cử viên khác dưới 10%.

## Diễn biến

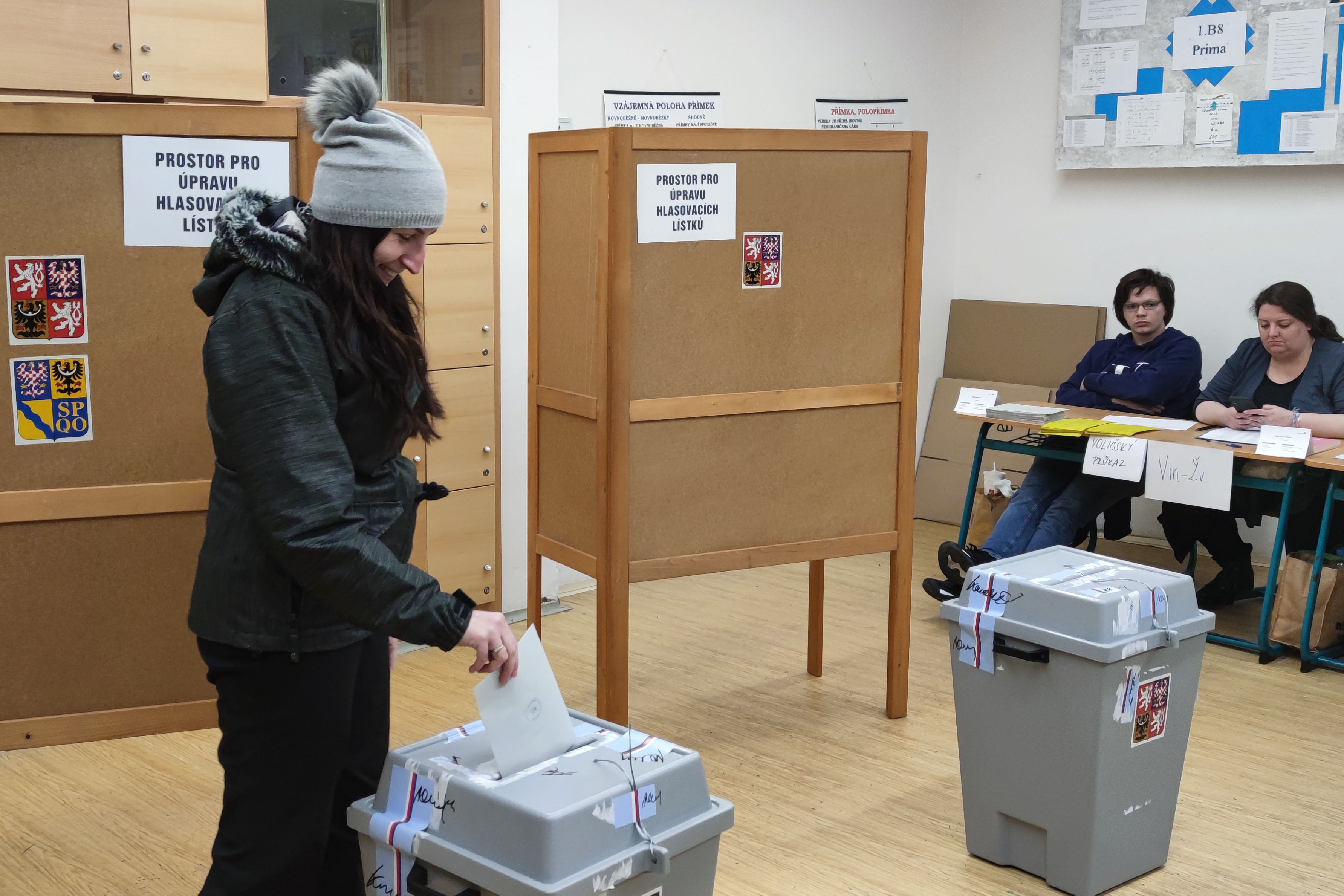
Một nữ cử tri đi bỏ phiếu tại Olomouc, Cộng hòa Séc

### Vòng 1

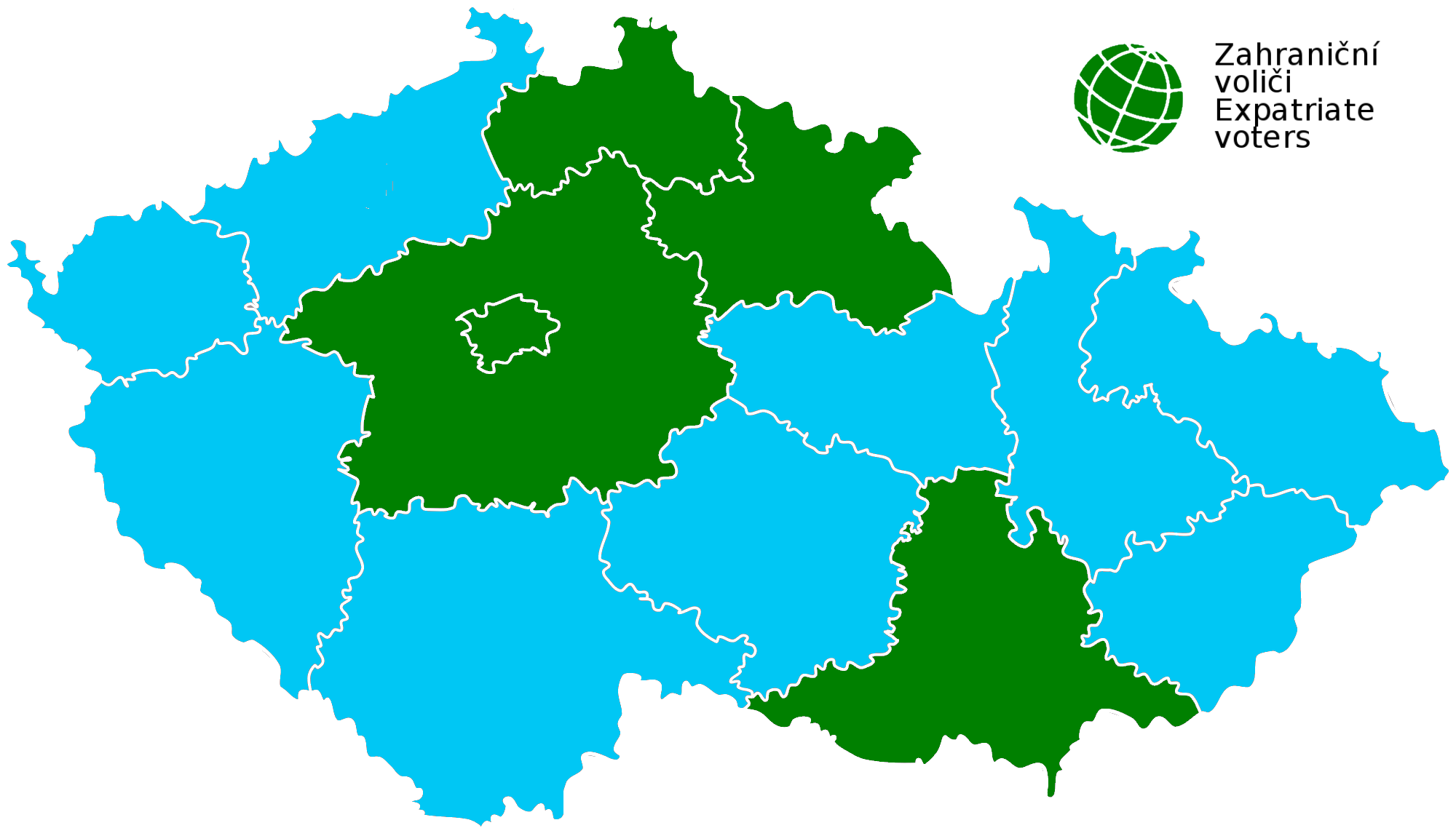
Petr Pavel (35,40%)
Andrej Babiš (34,99%)

Vòng một diễn ra vào ngày 13 và 14 tháng 1. Petr Pavel, từng là cựu chủ tịch Ủy ban quân sự NATO tranh cử và là một trong ba ứng cử viên được liên minh cầm quyền Spolu hậu thuẫn. Ông đã giành chiến thắng trong vòng đầu tiên của cuộc bầu cử với 35,4% số phiếu, trong khi cựu thủ tướng Andrej Babiš, ứng cử viên của đảng ANO 2011, đứng thứ hai với 35%. Petr Pavel được hỗ trợ bởi hầu hết các ứng cử viên bị loại cho cuộc tranh cử và thủ tướng đương nhiệm Petr Fiala, trong khi Andrej Babiš nhận được sự tán thành từ Đảng Cộng sản Bohemia và Morava, tổng thống sắp mãn nhiệm Miloš Zeman.

### Vòng 2
Vào lúc 14:00, ngày 28 tháng 1 theo giờ địa phương, gần 15.000 điểm bỏ phiếu tại Cộng hòa Séc đã đóng cửa, kết thúc cuộc bầu cử tổng thống vòng 2 của nước này. Petr Pavel đã giành chiến thắng ngoạn mục trước Andrej Babiš với 58% phiếu bầu để trở thành tổng thống đắc cử. Ông sẽ nhậm chức vào ngày 9 tháng 3, thay thế Miloš Zeman. Andrej Babiš thừa nhận thất bại và chúc mừng Petr Pavel, cùng với Fiala gửi lời chúc mừng. Tỷ lệ cử tri đi bầu ở vòng hai là 70%, cao nhất trong một cuộc bầu cử tổng thống trực tiếp của Cộng hoà Séc.

## Tranh luận
| Ngày              | Tổ chức tranh luận          | Andrej Babiš | Petr Pavel | Danuše Nerudová | Pavel Fischer | Marek Hilšer | Josef Středula | Jaroslav Bašta | Tomáš Zima | Karel Diviš | Denisa Rohanová | Karel Janeček | Source            |
| ----------------- | --------------------------- | ------------ | ---------- | --------------- | ------------- | ------------ | -------------- | -------------- | ---------- | ----------- | --------------- | ------------- | ----------------- |
| 2 tháng 11, 2022  | Đại học Charles             | A            | A          | P               | P             | P            | P              | A              | A          | A           | A               | P             | [ 8 ] [ 9 ]       |
| 9 tháng 11, 2022  | Đại học kinh tế Praha       | A            | A          | P               | P             | P            | P              | A              | A          | A           | A               | P             | [ 10 ]            |
| 26 tháng 11, 2022 | iDnes                       | A            | P          | P               | P             | P            | P              | A              | A          | A           | A               | A             | [ 11 ]            |
| 1 tháng 12, 2022  | IKSŽ                        | A            | P          | P               | P             | P            | P              | A              | A          | A           | A               | A             | [ 12 ]            |
| 7 tháng 12, 2022  | Deník.cz                    | A            | A          | A               | A             | A            | A              | P              | P          | A           | P               | A             | [ 13 ]            |
| 8 tháng 12, 2022  | JSNS                        | A            | P          | A               | P             | P            | P              | A              | A          | A           | A               | A             | [ 14 ]            |
| 9 tháng 12, 2022  | Respekt                     | A            | P          | A               | P             | P            | P              | A              | A          | A           | A               | A             | [ 15 ]            |
| 13 tháng 12, 2022 | Đại học Hradec Králové      | A            | A          | A               | A             | P            | A              | P              | P          | P           | A               | A             | [ cần dẫn nguồn ] |
| 14 tháng 12, 2022 | Deník.cz                    | A            | A          | A               | P             | A            | P              | A              | A          | P           | A               | A             | [ 16 ]            |
| 3 tháng 1, 2023   | Blesk.cz                    | A            | P          | P               | P             | A            | P              | A              | A          | A           | A               | A             | [ 17 ]            |
| 4 tháng 1, 2023   | Deník.cz                    | A            | P          | P               | A             | A            | A              | A              | A          | A           | A               | A             | [ 18 ]            |
| 4 tháng 1, 2023   | CNN Prima News              | A            | A          | A               | P             | P            | P              | P              | P          | P           | A               | A             | [ 19 ]            |
| 8 tháng 1, 2023   | Česká televize              | A            | P          | P               | P             | P            | P              | P              | P          | P           | A               | A             | [ 20 ]            |
| 11 tháng 1, 2023  | CNN Prima News              | A            | P          | P               | A             | A            | A              | A              | A          | A           | A               | A             | [ 21 ]            |
| 12 January 2023   | TV Nova                     | A            | A          | A               | P             | P            | A              | P              | P          | P           | A               | A             | [ 22 ]            |
| 12 January 2023   | TV Nova                     | P            | P          | P               | A             | A            | A              | A              | A          | A           | A               | A             | [ 23 ]            |
| 13 tháng 1, 2023  | Đài phát thanh Cộng hòa Séc | A            | P          | P               | P             | P            | A              | P              | P          | P           | A               | A             | [ 24 ]            |
| 18 tháng 1, 2023  | Denik.cz                    | P            | P          | A               | A             | A            | A              | A              | A          | A           | A               | A             | [ 25 ]            |
| 19 tháng 1, 2023  | Blesk.cz                    | P            | P          | A               | A             | A            | A              | A              | A          | A           | A               | A             | [ 26 ]            |
| 22 tháng 1, 2023  | Česká televize              | P            | P          | A               | A             | A            | A              | A              | A          | A           | A               | A             | [ 27 ]            |
| 25 tháng 1, 2023  | Novinky.cz                  | P            | P          | A               | A             | A            | A              | A              | A          | A           | A               | A             | [ 28 ]            |
| 25 tháng 1, 2023  | CNN Prima News              | P            | P          | A               | A             | A            | A              | A              | A          | A           | A               | A             | [ 29 ]            |
| 26 tháng 1, 2023  | TV Nova                     | P            | P          | A               | A             | A            | A              | A              | A          | A           | A               | A             | [ 30 ]            |
| 27 tháng 1, 2023  | Đài phát thanh Cộng hòa Séc | P            | P          | A               | A             | A            | A              | A              | A          | A           | A               | A             | [ 31 ]            |

## Tranh cãi

### Chỉ trích lời tuyên bố của Andrej Babiš
Ứng cử viên tổng thống Cộng hoà Séc Andrej Babiš đã gây ra phản ứng mạnh mẽ từ các nước Baltic và Ba Lan khi để ngỏ về khả năng hỗ trợ của Cộng hoà Séc đối với các đồng minh NATO trong một cuộc tranh luận trên truyền hình trước vòng 2 của cuộc bầu cử tổng thống Cộng hòa Séc.
Tuyên bố trên của ông Andrej Babiš đã vấp phải chỉ trích nặng nề từ các nước vùng Baltic và quốc gia láng giềng Ba Lan: 
- Estonia: Ngoại trưởng Estonia Urmas Reinsalu gọi đây là ví dụ tồi tệ nhất về việc vận động bầu cử trong nước liên quan đến các vấn đề chính trị
- Latvia: Ông Edgars Rinkēvičs, cho rằng tuyên bố của Andrej Babiš là vô trách nhiệm.

## Kết quả

### Dự đoán

#### Vòng 1
| Ngày             | Tổ chức dự đoán kết quả | Petr Pavel       | Andrej Babiš       | Danuše Nerudová | Pavel Fischer | Jaroslav Bašta | Marek Hilšer | Karel Diviš | Tomáš Zima |       |       |
| ---------------- | ----------------------- | ---------------- | ------------------ | --------------- | ------------- | -------------- | ------------ | ----------- | ---------- | ----- | ----- |
| Ngày             | Tổ chức dự đoán kết quả | 13 tháng 1, 2023 | Globe Elections UN | 28.61%          | 28.40%        | 24.04%         | 6.64%        | 6.38%       | 3.64%      | 1.53% | 0.76% |
| 13 tháng 1, 2023 | Programy Do Voleb       | 26.97%           | 26.95%             | 24.60%          | 5.56%         | 4.46%          | 3.51%        | 1.51%       | 1.06%      |       |       |
| 12 tháng 1, 2023 | Fortuna                 | 29.58%           | 28.35%             | 21.15%          | 8.47%         | 7.18%          | 2.85%        | 2.00%       | 0.42%      |       |       |

#### Vòng 2
| Ngày             | Tổ chức dự đoán kết quả | Petr Pavel       | Andrej Babiš       |        |        |
| ---------------- | ----------------------- | ---------------- | ------------------ | ------ | ------ |
| Ngày             | Tổ chức dự đoán kết quả | 26 tháng 1, 2023 | Globe Elections UN | 58.11% | 41.89% |
| 21 tháng 1, 2023 | Globe Elections UN      | 53.53%           | 46.47%             |        |        |
| 15 tháng 1, 2023 | STEM/MARK               | 54.73%           | 45.27%             |        |        |
| 12 tháng 1, 2023 | Fortuna                 | 58.11%           | 41.89%             |        |        |

### Chính thức

#### Vòng 1
| Ứng cử viên                  | Ứng cử viên                  | Đảng                         | Phiếu bầu | %      |
| ---------------------------- | ---------------------------- | ---------------------------- | --------- | ------ |
|                              | Petr Pavel                   | Độc lập                      | 1.975.056 | 35.40  |
|                              | Andrej Babiš                 | ANO 2011                     | 1.952.213 | 34.99  |
|                              | Danuše Nerudová              | Độc lập                      | 777.080   | 13.93  |
|                              | Pavel Fischer                | Độc lập                      | 376.705   | 6.75   |
|                              | Jaroslav Bašta               | SPD                          | 248.375   | 4.45   |
|                              | Marek Hilšer                 | Marek Hilšer - Senate        | 142.912   | 2.56   |
|                              | Karel Diviš                  | Độc lập                      | 75.475    | 1.35   |
|                              | Tomáš Zima                   | Độc lập                      | 30.769    | 0.55   |
| Tổng cộng                    | Tổng cộng                    | Tổng cộng                    | 5.578.585 | 100.00 |
|                              |                              |                              |           |        |
| Phiếu bầu hợp lệ             | Phiếu bầu hợp lệ             | Phiếu bầu hợp lệ             | 5.578.585 | 99.14  |
| Phiếu bầu không hợp lệ/trống | Phiếu bầu không hợp lệ/trống | Phiếu bầu không hợp lệ/trống | 48.239    | 0.86   |
| Tổng cộng phiếu bầu          | Tổng cộng phiếu bầu          | Tổng cộng phiếu bầu          | 5.626.824 | 100.00 |
| Cử tri phiếu bầu đã đăng ký  | Cử tri phiếu bầu đã đăng ký  | Cử tri phiếu bầu đã đăng ký  | 8.245.962 | 68.24  |
| Nguồn: Volby.cz              |                              |                              |           |        |

#### Vòng 2
| Prague                        | 76.37 | 23.63 |
| Miền Trung Bohemia            | 63.34 | 36.66 |
| Miền Nam Bohemia              | 58.58 | 41.42 |
| Plzeň                         | 55.71 | 44.29 |
| Karlovy Vary                  | 49.01 | 50.99 |
| Ústí nad Labem                | 45.53 | 54.47 |
| Liberec                       | 58.81 | 41.19 |
| Hradec Králové                | 60.21 | 39.79 |
| Pardubice                     | 58.09 | 41.91 |
| Vysočina                      | 57.39 | 42.61 |
| Phía Nam Moravia              | 58.99 | 41.01 |
| Olomouc                       | 51.79 | 48.21 |
| Zlín                          | 56.54 | 43.46 |
| Morava-Slezsko                | 46.93 | 53.07 |
| Toàn cầu                      |       |       |
| Châu Âu                       | 95.64 | 4.36  |
| Châu Mỹ                       | 94.02 | 5.98  |
| Châu Á                        | 93.41 | 6.59  |
| Châu Phi                      | 94.26 | 5.74  |
| Châu Đại Dương                | 89.17 | 10.83 |
| Tổng cộng                     | 58.32 | 41.68 |
| Nguồn: Český statistický úřad |       |       |